# Ceropegia meyeri

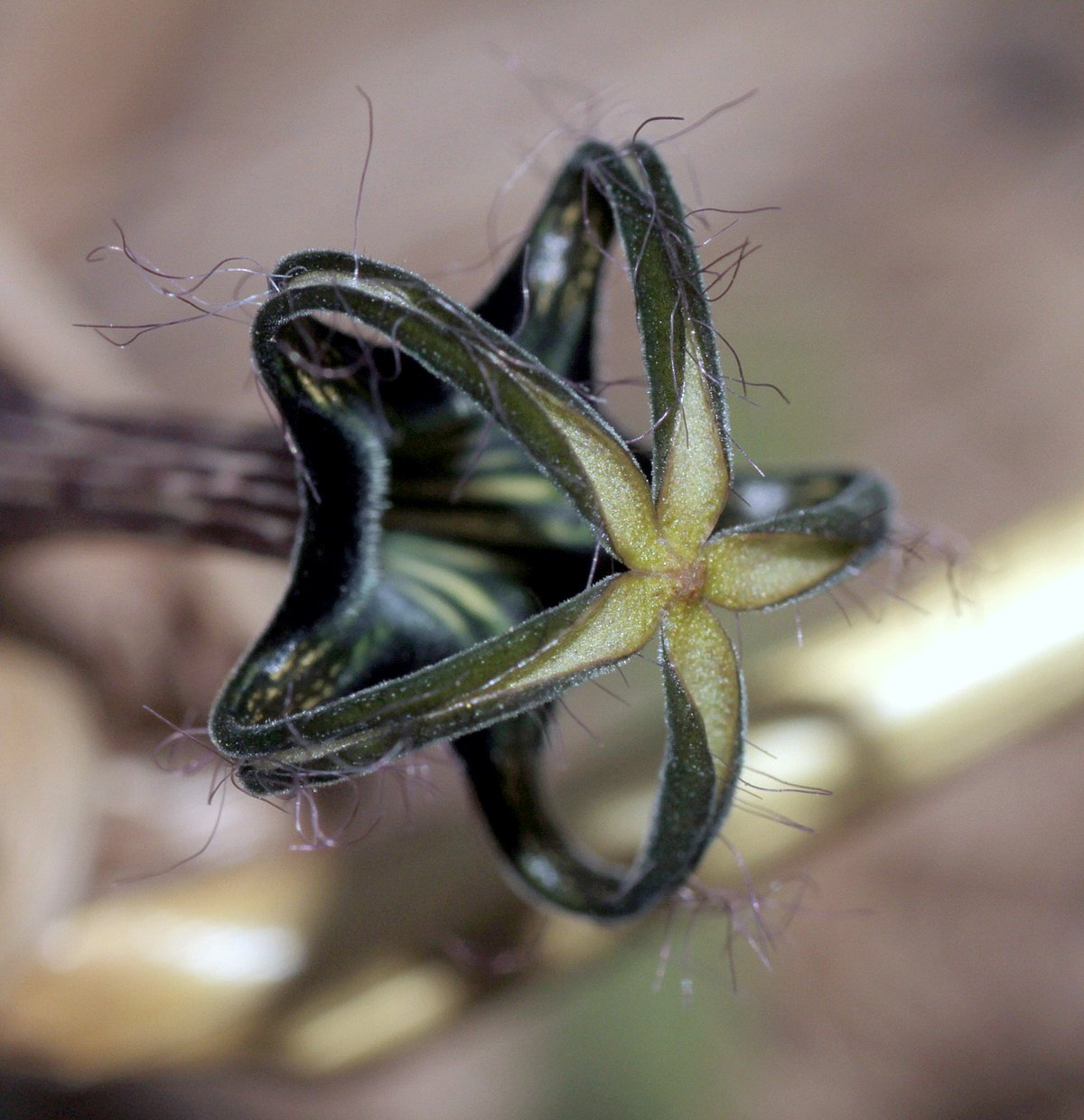
Detail der Blüte

Ceropegia meyeri ist eine Pflanzenart aus der Unterfamilie der Seidenpflanzengewächse (Asclepiadoideae).

## Merkmale

### Vegetative Merkmale
Ceropegia meyeri ist eine ausdauernde krautige Pflanze mit einer Wurzelknolle. Die Wurzelknolle ist abgeflacht, fast scheibenförmig misst 4 bis 7 cm im Durchmesser und besitzt oberflächlich eine rissige Borke. Die Triebe sind windend und werden 1 bis 2 m lang. Sie haben einen Durchmesser von 1 bis 3 mm und sind mit kurzen Haaren besetzt. Sie sterben in der winterlichen Trockenzeit ab und treiben im Frühjahr neu aus. Die Blätter sind gestielt, die Stiele werden 0,8 bis 3 cm lang. Die zarten Blattspreiten sind sehr variabel in der Form, von elliptisch, eiförmig bis breit lanzettlich; sie werden 2 bis 5 cm lang und 0,8 bis 3 cm breit. Die behaarten Ränder sind oft gebuchtet, gekerbt oder fiederlappig.

### Blütenstand und Blüten
Der Blütenstand sitzt ohne Stiel oder nur mit kurzem, verdicktem Stiel in den Blattachseln. Er hat in der Regel 2 bis 4 Blüten, selten auch bis 10 Blüten, die sich nacheinander öffnen. Die Blütenstiele sind 0,5 bis 2 cm lang und zottig behaart. Die Kelchblätter sind pfriemlich, 0,7 bis 1 cm lang und zottig behaart. Die flaschenförmige Blütenkrone ist 4 bis 6 cm lang. Der Kronkessel ist außen weißlich-grünlich, die oberen zwei Drittel der Blütenkrone tragen rotbraune Längsstreifen und Flecken und weißem Grund. Der flaschenförmige Kronkessel misst 25 bis 40 mm, bei einem maximalen Durchmesser von 7 bis 9 mm. Er nimmt dann nach oben kontinuierlich auf 2 bis 3 mm ab, erweitert sich dann zur Blütenöffnung hin auf 6 bis 8 mm. Die Kronblattzipfel sind linealisch und entlang der Mittelrippe zurück gebogen. Sie messen 10 mm in der Länge und 3 mm in der Breite und sind apikal miteinander verwachsen. Sie bilden eine halbkugelige, käfigähnliche Struktur. Die Kronblattzipfel sind innen samtig schwarz mit grünlichen Längsstreifen. Besonders die Ränder sind behaart. Die weißliche Nebenkrone ist kurz gestielt und an der Basis tassenförmig verwachsen. Die Zipfel der interstaminalen (äußeren) Nebenkrone sind dreieckig und spitz zulaufend, ca. 1 mm lang und aufgerichtet. Die Zipfel der staminalen (inneren) Nebenkrone sind ca. 2 mm lang, linealisch-spatelig und aufrecht stehend. Sie neigen sich zusammen und haben in der Mitte eine nach innen gerichtete Einbuchtung. Die Enden sind nach innen eingebogen. Die Zipfel sind an der Basis schwarzpurpurn gefärbt.

### Früchte und Samen
Die Balgfrüchte sind schlank spindelförmig und messen 8 bis 12 cm in der Länge und 3 mm im Querschnitt.

## Ähnliche Arten
Ceropegia meyeri soll nach Meve nahe verwandt mit Ceropegia bonafouxii sein, etwas weiter verwandt mit Ceropegia paricyma und Ceropegia stenoloba. Sie unterscheidet sich durch ihre einzigartige, flaschenförmige Blüte.

## Geographische Verbreitung und Ökologie
Die Art hat ein größeres Verbreitungsgebiet, das von Südafrika (Ostkap, KwaZulu-Natal, Mpumalanga und Transvaal) über Mosambik, Simbabwe, Malawi, Sambia bis nach Namibia reicht.

## Taxonomie und Phylogenie
Ceropegia meyeri wurde 1844 von Joseph Decaisne erstmals gültig beschrieben. Der Holotyp stammte nach den Angaben von Decaisne zwischen Basche und Morley in Südafrika. Ein älteres Synonym und ungültiger Name ist Ceropegia pubescens E. Meyer (1837). Der Name ehrt den Botaniker Ernst Heinrich Friedrich Meyer, der die Art als Erster aber unter einem ungültigen Namen beschrieben hat. Der Holotyp stammte vom Basche River in der ehemaligen Transkei.
Nach der phylogenetischen Analyse von Bruyns et al. (2015) ist Ceropegia meyeri die Schwesterart von Ceropegia kituloensis. Diese beiden Arten bilden zusammen das Schwestertaxon einer Klade mit Ceropegia stenoloba, Ceropegia namuliensis und Ceropegia claviloba.